# Werner I. Habsburský
Werner I. Habsburský (německy Werner I. von Habsburg; 1030 – 11. listopadu 1096) byl habsburský hrabě z rodu Habsburků.

## Život
Narodil se jako třetí syn Radbota Habsburského. V roce 1045 si po otcově smrti s bratry Otou I. a Albrechtem I. rozdělil dědictví. Poté, co v 50. letech oba jeho bratři bezdětně zemřeli, Werner sjednotil veškeré rodové statky. Roku 1082 se vzdal vlády nad klášterem Muri a nechal prostřednictvím mnichů z kláštera v St. Blasien zrušit staré obyčeje. Muri bylo přeměněno na ochrannou rychtu (Schutzvogtei). V bojích o investituru Werner stál na straně papeže. Zemřel roku 1096 a byl pohřben v již zmíněném klášteře Muri.

## Potomci
∞ Regulinda Bádenská
- Albrecht II. († 1141), fojt v Muri
- Ota II. († 1111), habsburský hrabě